# Fenomen „Przekroju”
Fenomen „Przekroju” – nagroda przyznawana przez tygodnik „Przekrój” na drodze plebiscytu redakcyjnego, mająca co roku wskazywać osoby i zdarzenia z roku poprzedniego uznane za najbardziej fenomenalne. Pierwsza edycja tego plebiscytu odbyła się w roku 2005 z okazji rocznicy 60-lecia tygodnika.

## LaureaciFenomenówza rok 2004
Spośród nominacji redakcja wybrała laureatów:
- profesor Magdalena Fikus
- polarnik Jan Mela
- muzycy Bartosz Waglewski, Piotr Waglewski, Wojciech Waglewski
- arcybiskup Józef Życiński

Specjalną nagrodę fenomen 60-lecia otrzymał Sławomir Mrożek

### Nominacje do nagrody za rok2004
Magdalena Fikus
Jan Mela, ojciec i bracia Waglewscy – Wojciech Waglewski, Bartosz Waglewski, Piotr Waglewski, Józef Życiński, Norman Davies, Przegląd Światowego Filmu Dokumentalnego „Doc Review”, Paweł Dunin-Wąsowicz, Tomasz Lis, Ilona Łepkowska, Bożena Łopacka, Paweł Althamer, Piotr Pawłowski, Grupa muzyczna Pogodno, Radio PiN, Kazimiera Szczuka, encyklopedia Wikipedia

## LaureaciFenomenówza rok 2005
Spośród nominacji redakcja wybrała laureatów:
- prawnik Marek Safjan[1]
- dramaturg i scenarzysta Eustachy Rylski[1]
- satyryk Szymon Majewski[1]
- wokalistka Maria Peszek[1]
- programista Niklas Zennström[1]
- organizacja wolontarystyczna Zielona Akcja[1].

## LaureaciFenomenówza rok 2006
Spośród nominacji redakcja wybrała laureatów:
- pisarka i publicystka, założycielka Partii Kobiet Manuela Gretkowska
- prezes Urzędu Komunikacji Elektronicznej Anna Streżyńska
- prezydent Wrocławia Rafał Dutkiewicz
- wytwórnia płytowa Kayax, którą prowadzi Kayah
- profesor Jan Madey

Specjalną nagrodę Fenomenu Czytelników „Przekroju”, przyznaną po raz pierwszy – po głosowaniu czytelników pisma – otrzymał dziennikarz i działacz ekologiczny Adam Wajrak

## LaureaciFenomenówza rok 2007
Spośród nominacji redakcja wybrała laureatów:
- aktorka i działaczka społeczna Anna Dymna
- wokalistka i autorka tekstów Kasia Nosowska
- zespół Raz, Dwa, Trzy
- polityk, publicysta i historyk Władysław Bartoszewski

Specjalną nagrodę Fenomenu Czytelników „Przekroju” otrzymali założyciele firmy Ivo Software: Michał Kaszczuk i Łukasz Ossowski

## LaureaciFenomenówza rok 2008
Spośród nominacji redakcja wybrała laureatów:
- tenisistka Agnieszka Radwańska
- dramaturg, scenarzysta, reżyser Krystian Lupa
- fundacja Uniwersytet Dzieci

Specjalną nagrodę Fenomenu Czytelników „Przekroju” otrzymał Wykop.pl

### Nominacje do nagrody za rok2008
Michał Boni, profesor Jerzy Gąssowski, Robert Kubica, Artur Rojek (Off Festival), Bartosz Szydłowski (Teatr Nowa Łaźnia) oraz zespół Behemoth, serwis Nasza-Klasa.pl i organizatorzy Letniej Akademii Filmowej w Zwierzyńcu.